# روبرت دبليو. غور
روبرت دبليو. غور (بالإنجليزية: Robert W. Gore)‏ هو مخترِع وشخصية أعمال أمريكي، ولد في 15 أبريل 1937 في سولت ليك في الولايات المتحدة.

## وصلات خارجية
- روبرت دبليو. غور على موقع إن إن دي بي (الإنجليزية)